# Mystery shopper
Mystery shopping (secret shopping, prøvekøb o.l.) er en metode til at evaluere, om tingene fungerer som planlagt i en butik. Det er sjældent, at forbrugere af sig selv fortæller butikken om sine oplevelser som kunde. Det menes, at 96% af kunderne ikke klager, selv om de er utilfredse, og da det koster omkring fem gange så meget at få en ny kunde i forhold til at bevare en kunde,[kilde mangler] er der sund fornuft og økonomi i at kende til sin butiks svagheder og styrker.
En mystery shopper er en almindelig forbruger, der engageres til at agere som almindelig forbruger og rapportere, hvad han/hun oplever. Han/hun bruger den tid i butikken, som en gennemsnitsforbruger ville bruge og kan eventuelt få til opgave at fokusere på bestemte forhold som f.eks. personale, prismærkning, udstillinger, tilbudsvarer, kasseservice, specielle varekategorier osv. Han/hun rapporterer derefter det sete lige fra han/hun stiger ud af sin bil, får fat i en indkøbsvogn, bevæger sig mod indgangen, foretager sine indkøb i butikken og når tilbage til sin bil igen.
En mystery shopper arbejder ofte på freelance-basis, hvorfor der ikke er en fast månedlig indtægt. Han/hun vælger som regel selv, hvilke opgaver, der skal udføres og hvornår. Mystery shopping fungerer således umiddelbart godt som et bijob, da man selv bestemmer, hvornår man vil arbejde. Lønnen spænder oftest fra 50 kr. til 500 kr., afhængig af, hvor omfattende opgaven er. Af den årsag egner det sig heller ikke som primær beskæftligelse. 